# Chrastava
Chrastava (ted. Kratzau) è una città della Repubblica Ceca facente parte del distretto di Liberec, nella regione omonima; si trova a 295 m s.l.m., ad ovest dei monti Iser, sulla confluenza del fiume Jeřice con il fiume Neiß.

## Storia

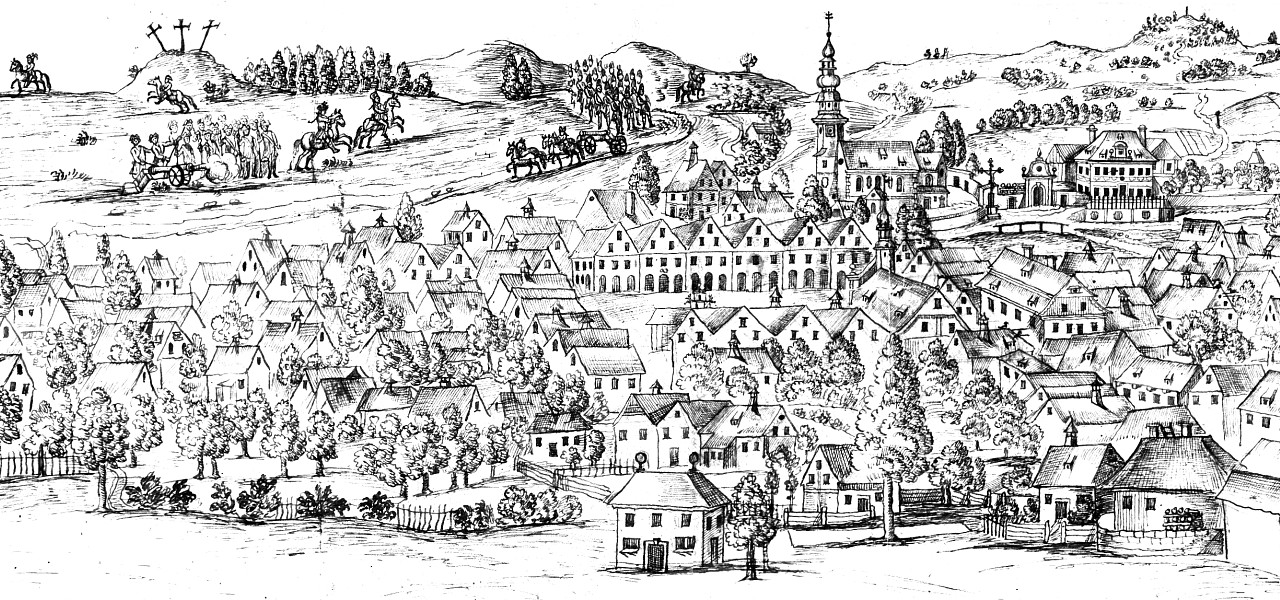
Chrastava (Kratzau) nel 1750

La città ebbe probabilmente origine nel XIII secolo, quando Ottocaro II di Boemia fu invitato dai coloni del territorio circostante i confini a valorizzare l'allora territorio desolato.
La prima menzione scritta della località risale al 1352 con il nome Craczauia.
I primi abitanti erano montanari della città sassone Pirna, che nei dintorni estraevano rame, zinco, piombo argento ed oro.
Nel XV secolo la città fu occupata dagli ussiti, che di là intraprendevano scorribande nella Lusazia. Esiste anche testimonianza scritta di un insediamento fortificato su entrambe le rive del fiume Jeřice.
Nel corso di un rinnovato slancio dell'attività mineraria la località ottenne nel 1527 lo status di città. Durante la guerra dei trent'anni l'attività tessile segnò un rifiorire dell'economia, che proseguì con l'industrializzazione. Con l'industria tessile venne anche quella meccanica.
Durante la seconda guerra mondiale vennero prodotte granate per l'Ente tedesco delle munizioni. 
In quest'attività furono impiegati prigionieri e donne provenienti dal Campo di concentramento di Gross-Rosen nella vicina Weißkirchen.
Nel 1945, a causa dei Decreti Beneš, gran parte della popolazione di lingua tedesca fu espropriata dei beni ed espulsa. La consistenza della popolazione residente fra il 1945 ed il 1948 scese da 8.000 a 3.000 abitanti.

### Sviluppo demografico
| Anno     | 1970  | 1980  | 1991  | 1999  | 2001  | 2004  | 2011  |
| Abitanti | 4 900 | 5 200 | 5 597 | 5 878 | 5 944 | 6 051 | 6 130 |

## Frazioni e quartieri
A Chrastava appartengono le frazioni di (denominazione in tedesco fra parentesi):
Andělská Hora (Engelsberg), Dolní Chrastava (Unterkratzau), Dolní Vítkov (Nieder Wittig), Horní Chrastava (Oberkratzau), Horní Vítkov (Ober Wittig), Víska (Kratzau-Neudörfel) und Vysoká (Hohendorf).

## Da vedere

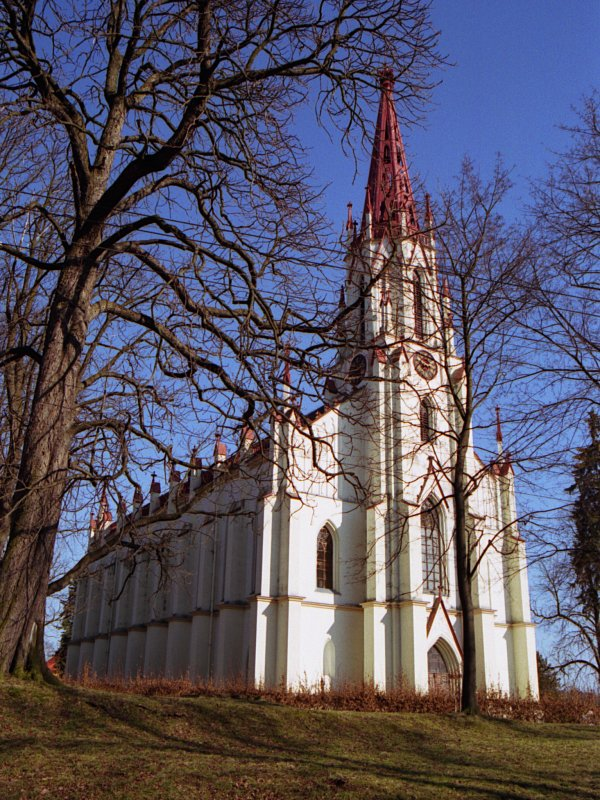
La chiesa di San Lorenzo

- Chiesa di San Lorenzo (Kostel sv. Vavřince), seconda metà del XIX secolo;
- Führichhaus: casa natale del pittore Joseph von Führich (Rodný dům malíře Josefa Führicha).
- Monumento al pittore Josef Führich bel parco dietro la chiesa
- Museo die Vigili del fuoco
- Curia Vitkov museo archeologico a cielo aperto a Horní Vítkov

## Amministrazione

### Gemellaggi
- Eichstätt, (Baviera, Germania)
- Lwówek Śląski, (Bassa Slesia, Polonia)